# Primera División de España 1934-35
La temporada 1934-35 de Primera División fue la 7.ª edición de la máxima categoría del sistema de Ligas españolas de fútbol. Se disputó entre el 2 de diciembre de 1934 y el 28 de abril de 1935.
El Betis Balompié conquistó su primer título de liga al superar por un punto al Madrid Football Club. Tras no haber descenso de categoría la temporada anterior, la Federación Española aumentó a doce los equipos participantes.

## Sistema de competición
La Primera División de España 1934-35 fue organizada por la Federación Española de Fútbol (FEF).
Por primera vez tomaron parte doce equipos, todos ellos en un grupo único; siguiendo un sistema de liga, se enfrentaron todos contra todos en dos ocasiones -una en campo propio y otra en campo contrario-, sumando un total de 22 jornadas. El orden de los encuentros se decidió por sorteo antes de empezar la competición.
La clasificación final se estableció con arreglo a los puntos obtenidos en cada enfrentamiento, a razón de dos por partido ganado, uno por empatado y ninguno en caso de derrota.
En caso de empate a puntos entre dos o más clubes en la clasificación final, se tuvo en cuenta el mayor cociente de goles.

### Efectos de la clasificación
El equipo que más puntos sumó al final del campeonato fue proclamado campeón de liga.
También por primera vez, los dos últimos clasificados fueron descendidos automáticamente a Segunda División, siendo reemplazados para la próxima temporada por el campeón y el subcampeón de la fase de ascenso disputada entre los equipos de dicha categoría.

### Inscripción de futbolistas
A partir de esta temporada la Federación permite a los clubes alinear a dos jugadores extranjeros en cada partido.

## Clubes participantes
Esta temporada no hubo debutantes. Tomaron parte en el campeonato doce clubes:
| Equipo                  | Ciudad        | Estadio          | Aforo  |
| ----------------------- | ------------- | ---------------- | ------ |
| Arenas Club de Guecho   | Guecho        | Ibaiondo         | 15.540 |
| Athletic Club           | Bilbao        | San Mamés        | 13.065 |
| Athletic Club de Madrid | Madrid        | Metropolitano    | 22.000 |
| Football Club Barcelona | Barcelona     | Les Corts        | 25.000 |
| Betis Balompié          | Sevilla       | Patronato Obrero | 9.000  |
| Donostia Football Club  | San Sebastián | Atocha           | 9.000  |
| Club Deportivo Español  | Barcelona     | Sarriá           | 15.774 |
| Madrid Football Club    | Madrid        | Chamartín        | 22.000 |
| Oviedo Football Club    | Oviedo        | Buenavista       | 10 000 |
| Racing Club             | Santander     | El Sardinero     | 9.500  |
| Sevilla Football Club   | Sevilla       | Nervión          | 16.000 |
| Valencia Football Club  | Valencia      | Mestalla         | 17.000 |

## Desarrollo

### La ampliación a doce equipos
En la asamblea de la Federación Española, celebrada antes de iniciarse el campeonato, se planteó la ampliación de la Primera División de diez a catorce clubes de cara a la temporada 1934-35. Los cuatro nuevos equipos debían salir de Segunda División, basándose en la clasificación final de esta temporada más la aplicación de un coeficiente en función de las clasificaciones de los cinco últimos años —desde la creación de la liga—, lo que le hubiera otorgado el ascenso al Sevilla Football Club, Athletic Club de Madrid, Murcia Football Club y Unión Club de Irún. La propuesta también obligaba al último clasificado de Primera División de esta temporada, el Arenas Club de Guecho, a disputar su plaza en una liguilla de promoción con el quinto clasificado de Segunda, el Sporting Club de Gijón, y los dos campeones de Tercera, el Club Valladolid Deportivo y el Zaragoza Football Club.
A pesar de las discrepancias de varios clubes, la ponencia para la ampliación a catorce equipos fue finalmente aceptada por la Federación el 17 de mayo de 1934, tras finalizar el campeonato. Ello provocó la retirada de los tres equipos que debían disputar la promoción: Arenas de Guecho, Valladolid Deportivo y Elche F. C. Para reemplazarlos, la Federación designó como sustitutos al sexto y séptimo clasificados de Segunda, el Club Celta de Vigo y el Club Deportivo Alavés, junto con el tercer clasificado de Tercera División, el Elche Football Club. Tras la renuncia de los alavesistas, fue el Celta de Vigo el equipo que lograría en primera instancia una plaza en Primera.
Sin embargo, en una polémica asamblea celebrada el 20 de julio, al término de la temporada, los clubes acordaron finalmente que la ampliación fuese a doce equipos y no a catorce. Se acordó también que el campeón y el subcampeón de esta temporada en Segunda División, el Sevilla F. C. y el Athletic de Madrid, fuesen los que ascendiesen directamente a Primera, rechazando así los ascensos obtenidos por Murcia F. C. y Unión de Irún. Por último, se anuló también la promoción ganada por el Celta de Vigo, manteniendo el Arenas de Guecho su plaza en Primera.
El portero menos goleado fue Gregorio Blasco, del Athletic Club, quien encajó 21 goles en 14 partidos, obteniendo un promedio de 1,5 goles por partido.

### Clasificación
| Pos. | Equipo               | Pts. | PJ | G  | E | P  | GF | GC | Dif. | Clasificación               |
| ---- | -------------------- | ---- | -- | -- | - | -- | -- | -- | ---- | --------------------------- |
| 1    | Betis Balompié (C)   | 34   | 22 | 15 | 4 | 3  | 43 | 19 | +24  | Campeón                     |
| 2    | Madrid F. C.         | 33   | 22 | 16 | 1 | 5  | 61 | 34 | +27  |                             |
| 3    | Oviedo F. C.         | 26   | 22 | 12 | 2 | 8  | 60 | 47 | +13  |                             |
| 4    | Athletic Club        | 25   | 22 | 11 | 3 | 8  | 60 | 37 | +23  |                             |
| 5    | Sevilla F. C.        | 24   | 22 | 11 | 2 | 9  | 53 | 38 | +15  | Campeón de Copa.            |
| 6    | F. C. Barcelona      | 24   | 22 | 9  | 6 | 7  | 55 | 44 | +11  |                             |
| 7    | Athletic de Madrid   | 21   | 22 | 8  | 5 | 9  | 40 | 45 | −5   |                             |
| 8    | C. D. Español        | 20   | 22 | 9  | 2 | 11 | 47 | 59 | −12  |                             |
| 9    | Valencia F. C.       | 20   | 22 | 9  | 2 | 11 | 40 | 49 | −9   |                             |
| 10   | Racing de Santander  | 17   | 22 | 7  | 3 | 12 | 37 | 46 | −9   |                             |
| 11   | Donostia F. C. (D)   | 11   | 22 | 5  | 1 | 16 | 28 | 67 | −39  | Descenso a Segunda División |
| 12   | Arenas de Guecho (D) | 9    | 22 | 3  | 3 | 16 | 17 | 56 | −39  | Descenso a Segunda División |

 Fuente: BDFutbol
Criterios de clasificación: Puntos · Diferencia de goles · Goles a favor · Play-off
|                        |
| Campeón Betis Balompié |
| 1.er título            |

### Ascenso a Primera División
El Hércules Football Club y el Club Atlético Osasuna ascendieron a Primera División tras resultar campeón y subcampeón respectivamente de la fase de ascenso a Segunda División.

### Evolución de la clasificación
| Jornada / Equipo   | 1  | 2  | 3  | 4  | 5  | 6  | 7  | 8  | 9  | 10 | 11 | 12 | 13 | 14 | 15 | 16 | 17 | 18 | 19 | 20 | 21 | 22 |
| Jornada / Equipo   |    |    |    |    |    |    |    |    |    |    |    |    |    |    |    |    |    |    |    |    |    |    |
| ------------------ | -- | -- | -- | -- | -- | -- | -- | -- | -- | -- | -- | -- | -- | -- | -- | -- | -- | -- | -- | -- | -- | -- |
| Betis Balompié     | 6  | 2  | 1  | 1  | 1  | 1  | 1  | 1  | 1  | 1  | 1  | 1  | 1  | 1  | 1  | 1  | 1  | 1  | 1  | 1  | 1  | 1  |
| Madrid F. C.       | 8  | 6  | 5  | 4  | 3  | 3  | 2  | 2  | 2  | 2  | 2  | 2  | 2  | 2  | 2  | 2  | 2  | 2  | 2  | 2  | 2  | 2  |
| Oviedo F. C.       | 12 | 8  | 6  | 7  | 9  | 6  | 8  | 7  | 6  | 4  | 4  | 3  | 3  | 3  | 3  | 3  | 3  | 3  | 3  | 3  | 3  | 3  |
| Athletic Club      | 1  | 1  | 4  | 3  | 4  | 4  | 4  | 3  | 3  | 3  | 3  | 4  | 5  | 4  | 4  | 4  | 4  | 6  | 4  | 6  | 5  | 4  |
| Sevilla F. C.      | 3  | 4  | 3  | 5  | 5  | 5  | 6  | 6  | 7  | 8  | 8  | 9  | 9  | 7  | 6  | 5  | 5  | 7  | 5  | 4  | 6  | 5  |
| F. C. Barcelona    | 2  | 3  | 2  | 2  | 2  | 2  | 3  | 4  | 5  | 6  | 5  | 5  | 4  | 5  | 5  | 7  | 6  | 4  | 6  | 5  | 4  | 6  |
| Athletic de Madrid | 10 | 9  | 10 | 11 | 12 | 10 | 11 | 9  | 9  | 7  | 7  | 6  | 7  | 6  | 7  | 6  | 7  | 5  | 7  | 7  | 7  | 7  |
| C. D. Español      | 4  | 5  | 9  | 6  | 10 | 7  | 5  | 5  | 4  | 5  | 6  | 7  | 6  | 8  | 9  | 9  | 9  | 8  | 9  | 8  | 9  | 8  |
| Valencia F. C.     | 9  | 12 | 7  | 10 | 7  | 11 | 9  | 10 | 8  | 9  | 9  | 8  | 8  | 9  | 8  | 8  | 8  | 9  | 8  | 9  | 8  | 9  |
| R. C. Santander    | 5  | 7  | 8  | 8  | 6  | 8  | 10 | 11 | 12 | 11 | 12 | 10 | 10 | 10 | 10 | 10 | 10 | 10 | 10 | 10 | 10 | 10 |
| Donostia F. C.     | 7  | 11 | 12 | 9  | 11 | 9  | 7  | 8  | 10 | 12 | 10 | 12 | 12 | 11 | 11 | 11 | 11 | 11 | 11 | 11 | 11 | 11 |
| Arenas de Guecho   | 11 | 10 | 11 | 12 | 8  | 12 | 12 | 12 | 11 | 10 | 11 | 11 | 11 | 12 | 12 | 12 | 12 | 12 | 12 | 12 | 12 | 12 |

Estadísticas actualizadas hasta el final del campeonato.

### Resultados
| Local \ Visitante  | ARE | ATH | ATM | BAR | BET | DON | ESP | MAD | OVI | RAC | SEV | VAL |
| ------------------ | --- | --- | --- | --- | --- | --- | --- | --- | --- | --- | --- | --- |
| Arenas de Guecho   | —   | 0–1 | 3–1 | 2–2 | 0–3 | 0–1 | 0–4 | 1–2 | 1–2 | 0–1 | 3–2 | 2–1 |
| Athletic Club      | 8–0 | —   | 5–2 | 3–5 | 0–0 | 7–0 | 1–2 | 4–1 | 4–0 | 4–2 | 4–0 | 4–1 |
| Athletic de Madrid | 3–1 | 2–2 | —   | 1–3 | 4–2 | 3–1 | 5–2 | 2–2 | 3–3 | 3–1 | 1–0 | 5–2 |
| F. C. Barcelona    | 4–0 | 2–2 | 0–0 | —   | 4–0 | 4–0 | 2–2 | 5–0 | 5–2 | 1–1 | 2–3 | 3–2 |
| Betis Balompié     | 0–0 | 1–0 | 2–0 | 2–1 | —   | 1–0 | 5–0 | 1–0 | 2–1 | 3–1 | 2–2 | 3–0 |
| Donostia F. C.     | 3–2 | 0–4 | 4–0 | 2–1 | 2–4 | —   | 1–4 | 1–2 | 3–5 | 2–3 | 0–0 | 3–1 |
| C. D. Español      | 2–0 | 1–3 | 0–2 | 4–1 | 1–1 | 4–1 | —   | 2–4 | 3–2 | 4–2 | 1–4 | 1–2 |
| Madrid F. C.       | 6–1 | 5–2 | 2–0 | 8–2 | 0–1 | 2–0 | 7–2 | —   | 2–1 | 3–2 | 3–1 | 3–0 |
| Oviedo F. C.       | 4–1 | 3–2 | 2–1 | 4–3 | 0–1 | 4–0 | 8–3 | 0–3 | —   | 3–0 | 4–2 | 4–2 |
| R.C. Santander     | 0–0 | 6–0 | 2–2 | 2–3 | 0–5 | 2–1 | 2–1 | 1–2 | 1–3 | —   | 3–2 | 5–0 |
| Sevilla F. C.      | 4–0 | 3–0 | 4–0 | 3–1 | 0–3 | 7–2 | 5–1 | 1–3 | 3–1 | 2–0 | —   | 4–2 |
| Valencia F. C.     | 2–0 | 1–0 | 2–0 | 1–1 | 3–1 | 7–1 | 1–3 | 4–1 | 0–4 | 2–0 | 2–1 | —   |

## Estadísticas

### Tabla histórica de goleadores
Isidro Lángara fue el máximo goleador del campeonato con 27 goles, igualando la cifra más alta conseguida por un jugador en la historia del torneo, lograda por Agustín Sauto Bata en el tercer campeonato de liga y por él mismo la temporada anterior. El guipuzcoano logró anotarlos en 22 partidos, arrojando un promedio de 1.23 goles por partido.
Bata se convirtió en el nuevo máximo goleador histórico del torneo al sobrepasar mediada la temporada a su compañero Guillermo Gorostiza. El hecho se produjo el 17 de febrero cuando tras anotar un gol en el partido frente al Oviedo Football Club desempató el registro para situarlo en 83 goles y situar la nueva marca al final de temporada en 88 goles. Pese a la aparición de nuevos nombres en el campeonato, el carácter histórico goleador estaba dominado por los jugadores vascos, quienes ocupaban las seis primeras posiciones. La citada nueva marca de Bata fue ampliada por él mismo hasta los 109 goles la temporada siguiente, que fue la última que disputó el jugador en la máxima categoría. Hubo que esperar hasta la temporada 1940-41 para que de nuevo Gorostiza alcanzase el primer puesto y aumentase el registro hasta los 121 goles primero, y hasta los 179 en el momento de su retirada. Éste permaneció vigente hasta 1949.

Nota: Nombres y banderas de equipos en la época.
| \| Pos. \| Jugador \| G. \| Part. \| Prom. \| \| Club \| Nota \| \| ---- \| ------------------------ \| -- \| ----- \| ----- \| \| ----------------------- \| ------------------------------------------------- \| \| 1 \| Isidro Lángara \| 27 \| 22 \| 1.23 \| \| Oviedo Football Club \| Igualada marca de goles en una edición (27 goles) \| \| 2 \| Fernando Sañudo[n. 1] \| 20 \| 17 \| 1.18 \| \| Madrid Football Club \| \| \| = \| Guillermo Campanal[n. 2] \| 20 \| 21 \| 0.95 \| \| Sevilla Football Club \| \| \| = \| Julio Elícegui[n. 3] \| 20 \| 22 \| 0.91 \| \| Athletic de Madrid \| \| \| 5 \| José Escolà \| 18 \| 18 \| 1.00 \| \| Football Club Barcelona \| \| \| 6 \| Agustín Sauto Bata \| 17 \| 21 \| 0.81 \| \| Athletic Club \| Nuevo máximo goleador histórico (88 goles) \| \| 7 \| Francisco Iriondo \| 15 \| 19 \| 0.79 \| \| Club Deportivo Español \| \| \| 8 \| Victorio Unamuno \| 13 \| 21 \| 0.62 \| \| Betis Balompié \| \| \| = \| Luis Regueiro \| 13 \| 21 \| 0.62 \| \| Madrid Football Club \| \| \| 10 \| José Iraragorri \| 12 \| 15 \| 0.80 \| \| Athletic Club \| \| Actualizado a fin de torneo. |                    |    |       |       |  |                         |                                                   |
| Pos. | Jugador            | G. | Part. | Prom. |  | Club                    | Nota                                              |
| 1 | Isidro Lángara     | 27 | 22    | 1.23  |  | Oviedo Football Club    | Igualada marca de goles en una edición (27 goles) |
| 2 | Fernando Sañudo    | 20 | 17    | 1.18  |  | Madrid Football Club    |                                                   |
| = | Guillermo Campanal | 20 | 21    | 0.95  |  | Sevilla Football Club   |                                                   |
| = | Julio Elícegui     | 20 | 22    | 0.91  |  | Athletic de Madrid      |                                                   |
| 5 | José Escolà        | 18 | 18    | 1.00  |  | Football Club Barcelona |                                                   |
| 6 | Agustín Sauto Bata | 17 | 21    | 0.81  |  | Athletic Club           | Nuevo máximo goleador histórico (88 goles)        |
| 7 | Francisco Iriondo  | 15 | 19    | 0.79  |  | Club Deportivo Español  |                                                   |
| 8 | Victorio Unamuno   | 13 | 21    | 0.62  |  | Betis Balompié          |                                                   |
| = | Luis Regueiro      | 13 | 21    | 0.62  |  | Madrid Football Club    |                                                   |
| 10 | José Iraragorri    | 12 | 15    | 0.80  |  | Athletic Club           |                                                   |

### Evolución del registro de máximo goleador histórico
Nota: tomados en consideración los partidos y goles que establece el trofeo «pichichi» que pueden diferir/y difieren de otros datos oficiales en la trayectoria de los jugadores al guiarse el premio por su propio baremo. Resaltados jugadores inactivos en la presente edición.
| Pos. | Jugador                | G. | Part. | Prom. | Debut   | (Equipo debut)                | Otros clubes                                          |
| ---- | ---------------------- | -- | ----- | ----- | ------- | ----------------------------- | ----------------------------------------------------- |
| 1    | Agustín Sauto Bata     | 88 | 98    | 0.90  | 1929-30 | Athletic Club (88)            |                                                       |
| 2    | Guillermo Gorostiza    | 83 | 101   | 0.82  | 1929-30 | Athletic Club (83)            |                                                       |
| 3    | Luis Regueiro          | 79 | 119   | 0.66  | 1928-29 | Real Unión Club de Irún (36)  | Madrid Football Club (43)                             |
| 4    | José Iraragorri        | 76 | 96    | 0.79  | 1929-30 | Athletic Club (76)            |                                                       |
| 5    | Santiago Urtizberea    | 70 | 71    | 0.99  | 1928-29 | Unión Club de Irún (48)       | Donostia Football Club (22)                           |
| 6    | Victorio Unamuno       | 60 | 83    | 0.72  | 1928-29 | Athletic Club (36)            | Betis Balompié (24)                                   |
| 7    | Ángel Arocha           | 56 | 74    | 0.76  | 1928-29 | Foot-Ball Club Barcelona (52) | Athletic de Madrid (4)                                |
| 8    | Isidro Lángara         | 54 | 40    | 1.35  | 1933-34 | Oviedo Football Club (54)     |                                                       |
| 9    | Ignacio Alcorta Cholín | 53 | 94    | 0.56  | 1928-29 | Donostia Football Club (53)   |                                                       |
| 10   | Manuel Olivares        | 51 | 70    | 0.73  | 1930-31 | Deportivo Alavés (10)         | Madrid Football Club (34), Donostia Football Club (7) |